# Giro d'Itàlia de 1956
El Giro d'Itàlia de 1956 fou la trenta-novena edició del Giro d'Itàlia i es disputà entre el 19 de maig i el 10 de juny de 1956, amb un recorregut de 3.523 km distribuïts en 23 etapes, tres d'elles contrarellotge individual i una altra contrarellotge per equips. 105 ciclistes hi van prendre part, acabant-la 43 d'ells. La sortida i arribada fou a Milà.

## Història
Charly Gaul s'adjudicà una de les més memorables edicions del Giro d'Itàlia, en passar d'estar en la 24a posició de la general, a quasi 17 segons del líder Pasquale Fornara, a ser líder en finalitzar la 20a etapa, una duríssima etapa de muntanya amb final al Monte Bondone i que es disputà sota unes condicions meteorològiques molt adverses. Gaul guanyà l'etapa, amb quasi 8 segons sobre Fantini, segon aquell dia, i més de 12 sobre Magni, tercer. Més de la meitat dels participants (46 de 89) abandonaren aquell dia.
L'etapa entre Salern i Frascati fou suprimida.
La classificació de la muntanya es dividí en dues classificacions diferents, una per a cada massís muntanyós: Bahamontes s'adjudicà el dels Apenins i Gaul els dels Dolomites.
El català Miquel Poblet guanyà quatre etapes i Josep Serra fou el millor classificat en acabar el 26è.

## Equips
En aquesta edició hi van prendre part 15 equips integrats per set ciclistes cadascun, per formar un gran grup de 105 ciclistes.
| Núm   | Codi | Equip      |
| ----- | ---- | ---------- |
| 1-7   | NIV  | Nivea      |
| 9-14  | ELD  | Eldorado   |
| 15-21 | FRA  | França     |
| 22-28 | ICV  | Italcover  |
| 29-35 | GIR  | Girardengo |
| 36-42 | FAE  | Faema      |
| 43-49 | ARB  | Arbos      |
| 50-56 | ATA  | Atala      |

| Núm    | Codi | Equip      |
| ------ | ---- | ---------- |
| 57-63  | BIA  | Bianchi    |
| 64-70  | CAR  | Carpano    |
| 71-77  | FRE  | Fréjus     |
| 78-84  | IGN  | Ignis      |
| 85-91  | LEG  | Legnano    |
| 92-98  | CHL  | Chlorodont |
| 99-105 | TOR  | Torpado    |

## Etapes
| Etapa | Data       | Recorregut                                         | Km  | Vencedor d'etapa   | Líder de la general |
| ----- | ---------- | -------------------------------------------------- | --- | ------------------ | ------------------- |
| 1a    | 19 de maig | Milà – Alessandria                                 | 210 | Pierino Baffi      | Pierino Baffi       |
| 2a    | 20 de maig | Alessandria - Gènova                               | 96  | Alessandro Fantini | Pierino Baffi       |
| 3a    | 20 de maig | Lido d'Albaro - Lido d'Albaro (CRE)                | 12  | Chlorodont         | Vincenzo Zucconelli |
| 4a    | 21 de maig | Gènova - Salice Terme                              | 152 | Alessandro Fantini | Alessandro Fantini  |
| 5a    | 22 de maig | Voghera - Màntua                                   | 198 | Miquel Poblet      | Alessandro Fantini  |
| 6a    | 23 de maig | Màntua - Rímini                                    | 228 | Giuseppe Minardi   | Alessandro Fantini  |
| 7a    | 23 de maig | San Marino - San Marino (CRI)                      | 12  | Jan Nolten (NED)   | Alessandro Fantini  |
| 8a    | 24 de maig | Rímini - Pescara                                   | 245 | Arrigo Padovan     | Alessandro Fantini  |
| 9a    | 25 de maig | Pescara - Campobasso                               | 205 | Charly Gaul        | Alessandro Fantini  |
| 10a   | 26 de maig | Campobasso - Salern                                | 156 | Miquel Poblet      | Alessandro Fantini  |
| 11a   | 27 de maig | Salerno - Frascati                                 | --  | suprimida          | Alessandro Fantini  |
| 12a   | 28 de maig | Roma - Grosseto                                    | 198 | Bruno Tognaccini   | Alessandro Fantini  |
| 13a   | 29 de maig | Grosseto - Liorna                                  | 230 | Pietro Nascimbene  | Alessandro Fantini  |
| 14a   | 31 de maig | Liorna - Lucca (CRI)                               | 54  | Pasquale Fornara   | Pasquale Fornara    |
| 15a   | 1 de juny  | Lucca - Bolonya                                    | 168 | Michel Stolker     | Pasquale Fornara    |
| 16a   | 2 de juny  | Bolonya - Santuari de la Madonna di San Luca (CRI) | 2,5 | Charly Gaul        | Pasquale Fornara    |
| 17a   | 3 de juny  | Bolonya - Rapallo                                  | 271 | Miquel Poblet      | Pasquale Fornara    |
| 18a   | 4 de juny  | Rapallo - Lecco                                    | 278 | Giorgio Albani     | Pasquale Fornara    |
| 19a   | 5 de juny  | Lecco - Sondrio                                    | 98  | Miquel Poblet      | Pasquale Fornara    |
| 20a   | 7 de juny  | Sondrio - Merano                                   | 163 | Cleto Maule        | Pasquale Fornara    |
| 21a   | 8 de juny  | Merano - Monte Bondone                             | 242 | Charly Gaul        | Charly Gaul         |
| 22a   | 9 de juny  | Trento - San Pellegrino Terme                      | 191 | Giorgio Albani     | Charly Gaul         |
| 23a   | 10 de juny | San Pellegrino Terme - Milà                        | 113 | Donato Piazza      | Charly Gaul         |

## Classificacions finals

### Classificació general
| Classificació General                  | Classificació General      | Classificació General | Classificació General |
| Pos.                                   | Ciclista                   | Equip                 | Temps                 |
| -------------------------------------- | -------------------------- | --------------------- | --------------------- |
| 1                                      | Charly Gaul (LUX)          | Faema                 | 108h 56' 13"          |
| 2                                      | Fiorenzo Magni (ITA)       | Nivea                 | + 13"                 |
| 3                                      | Agostino Coletto (ITA)     | Fréjus                | + 4' 08"              |
| 4                                      | Cleto Maule (ITA)          | Torpado               | + 4' 51"              |
| 5                                      | Aldo Moser (ITA)           | Torpado               | + 7' 19"              |
| 6                                      | Alessandro Fantini (ITA)   | Atala                 | + 8' 01"              |
| 7                                      | Jean Brankart (BEL)        | Eldorado              | + 9' 16"              |
| 8                                      | Bruno Monti (ITA)          | Atala                 | + 14' 10"             |
| 9                                      | Waldemaro Bartolozzi (ITA) | Legnano               | + 16' 03"             |
| 10                                     | Hilaire Couvreur (BEL)     | Eldorado              | + 20' 16"             |
| 105 participants, 43 acabaren la cursa |                            |                       |                       |

### Classificació de la muntanya
|   | Ciclista                         | Equip      | Punts |
| - | -------------------------------- | ---------- | ----- |
| 1 | Federico Martín Bahamontes (ESP) | Girardengo |       |
| 1 | Charly Gaul (LUX)                | Faema      |       |